# Helene Thulin
Helene Dolores Thulin, ogift Liljegren, född 8 april 1954 i Lundby församling i Göteborg, är en svensk-amerikansk evangelist och sångare.
Tillsammans med maken Morgan Thulin började Helene Thulin i unga år resa runt i Sverige och Norge för att sjunga och evangelisera. De gav ut flera skivor på svenska innan de 1991 flyttade till USA där de turnerat i 40 olika stater och fortsatt spela in skivor. Barnen blev tidigt engagerade i arbetet. Vid besök i Sverige har familjen medverkat i Jesusfestivalen i Älmhult och i kristna TV-kanalen Kanal 10.
År 1974 gifte hon sig med Morgan Thulin (född 1952) och parets barn, som alla är verksamma inom musiken, heter Jeanette Thulin Claesson (född 1975), Samuel Thulin (född 1979), David Thulin (född 1983) och Jonathan Thulin (född 1988).

## Diskografi i urval
- 1977 – Jesu famn står öppen (LP), Helene & Morgan Thulin
- 1979 – Jag har funnit en frälsare (LP), Helene & Morgan Thulin
- 1984 – Låt mig få höra om Jesus (LP), Helene & Morgan Thulin
- 2008 – Thulin Family (CD)